# Otchłań (film 1989)
Otchłań lub Głębia (ang. The Abyss) – amerykański film SF z 1989 roku w reżyserii Jamesa Camerona.

## Główne role
- Ed Harris – Virgil „Bud” Brigman
- Mary Elizabeth Mastrantonio – Lindsey Brigman
- Michael Biehn – porucznik Hiram Coffey
- Leo Burmester – Catfish De Vries
- Todd Graff – Alan „Hippy” Carnes
- John Bedford Lloyd – Jammer Willis
- J.C. Quinn – Arliss „Sonny” Dawson
- Kimberly Scott – Lisa „One Night” Standing

i inni

## Fabuła
Okręt podwodny „Montana” spotyka na swej drodze tajemniczy obiekt. Próbując go ścigać, zderza się z podwodną skałą i tonie. Wierząc, że można wyciągnąć załogę, marynarka wojenna prosi o pomoc załogę podwodnej stacji „Deepcore” pod dowództwem Virgila Brigmana. Dołącza do nich czterech marines, wraz z byłą żoną Brigmana – Lindsey. „Deepcore” dociera do „Montany”. Na miejscu okazuje się, że nikt z załogi nie przeżył. Jeden z członków załogi stacji – Vries – przez chwilę widzi tajemnicze kolorowe światło, po czym traci przytomność. Pozostali biorą go na pokład i odpływają.
W międzyczasie na powierzchni, szalejący tajfun niszczy na statku-matce stacji dźwig, który, tonąc, omal jej nie niszczy. Kilku członków załogi ginie, pozostali cudem unikają śmierci. W czasie próby usunięcia resztek dźwigu Lindsey widzi dziwne światła, ale nikt jej nie wierzy. W pewnym momencie na pokładzie stacji pojawia się tajemnicza „wstęga wodna”: dziwny przezroczysty stwór potrafiący naśladować mimikę ludzkiej twarzy. Nie robi on załodze żadnej krzywdy, ale przerażony por. Coffey widząc zjawisko zamyka grodzie, które niszczą wodny twór.
Wkrótce Coffey i jego wspólnik zaczynają terroryzować resztę załogi. Zamykają ich w oddzielnym pomieszczeniu, po czym Coffey zaczyna przygotowywać kapsułę do odpłynięcia wraz z głowicami jądrowymi. Brigmanowi i drugiemu członkowi załogi – Dawsonowi – udaje się wydostać, po czym docierają do Coffeya. Dochodzi do potyczki. Coffeyowi udaje się wskoczyć do kapsuły. Zaczyna uciekać. Wkrótce Vries odzyskuje przytomność i uwalnia pozostałych. Lindsey ściga Coffeya drugim batyskafem. Obie kapsuły lądują na skale. Pojazd Coffeya spada i w wyniku implozji żołnierz ginie. Tam Brigman postanawia znaleźć głowicę, która została na dnie. Opuszcza się na dół w specjalnym eksperymentalnym kombinezonie. Wkrótce odnajduje głowicę i rozbraja ją. Okazuje się jednak, że powietrza nie wystarczy już na powrót. Samotnego w głębinach Brigmana ratują obcy zamieszkujący otchłań oceanu od eonów. Ponieważ ludzie eksperymentowali z głowicami, obcy nosili się z zamiarem zgładzenia ludzkości. Dzięki Brigmanowi zmieniają zdanie o świecie na powierzchni. Wkrótce uszkodzona „Deepcore” wypływa na powierzchnię uniesiona wynurzającym się miastem obcych. Z jego wnętrza wychodzi uważany za zmarłego Virgil.

## Nagrody i nominacje
Oscary za rok 1989
- Najlepsze efekty specjalne – John Bruno, Dennis Muren, Hoyt Yeatman, Dennis Skotak
- Najlepsze zdjęcia – Mikael Salomon (nominacja)
- Najlepszy dźwięk – Don J. Bassman, Kevin F. Cleary, Richard Overton, Lee Orloff (nominacja)
- Najlepsza scenografia i dekoracje wnętrz – Leslie Dilley, Anne Kuljian (nominacja)

Nagrody Saturn 1989/90
- Najlepszy reżyser – James Cameron
- Najlepszy film science fiction (nominacja)
- Najlepszy aktor – Ed Harris (nominacja)
- Najlepsza aktorka – Mary Elizabeth Mastrantonio (nominacja)
- Najlepszy scenarzysta – James Cameron (nominacja)
- Najlepsza muzyka – Alan Silvestri